# 하셀트

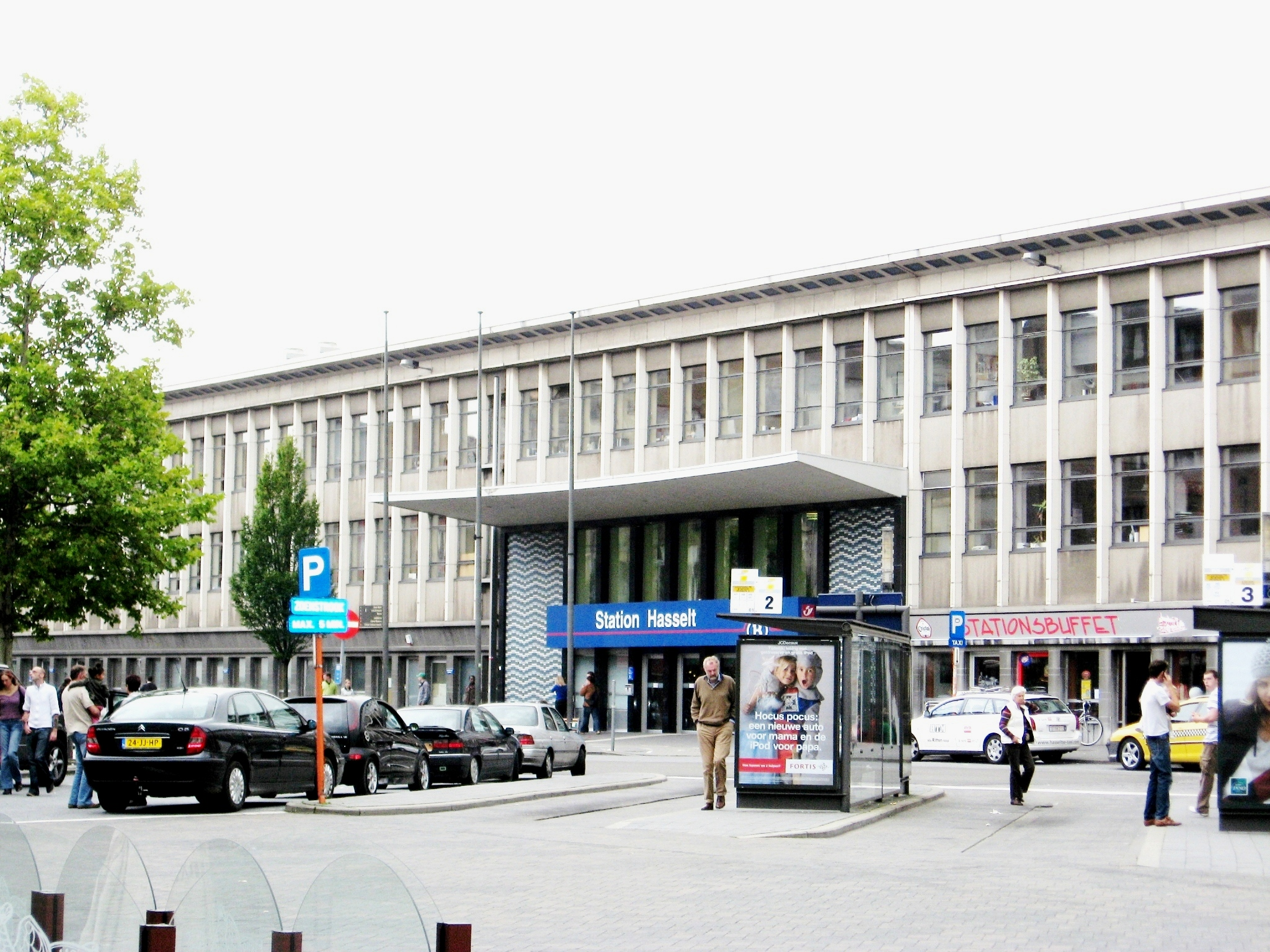
하셀트 역

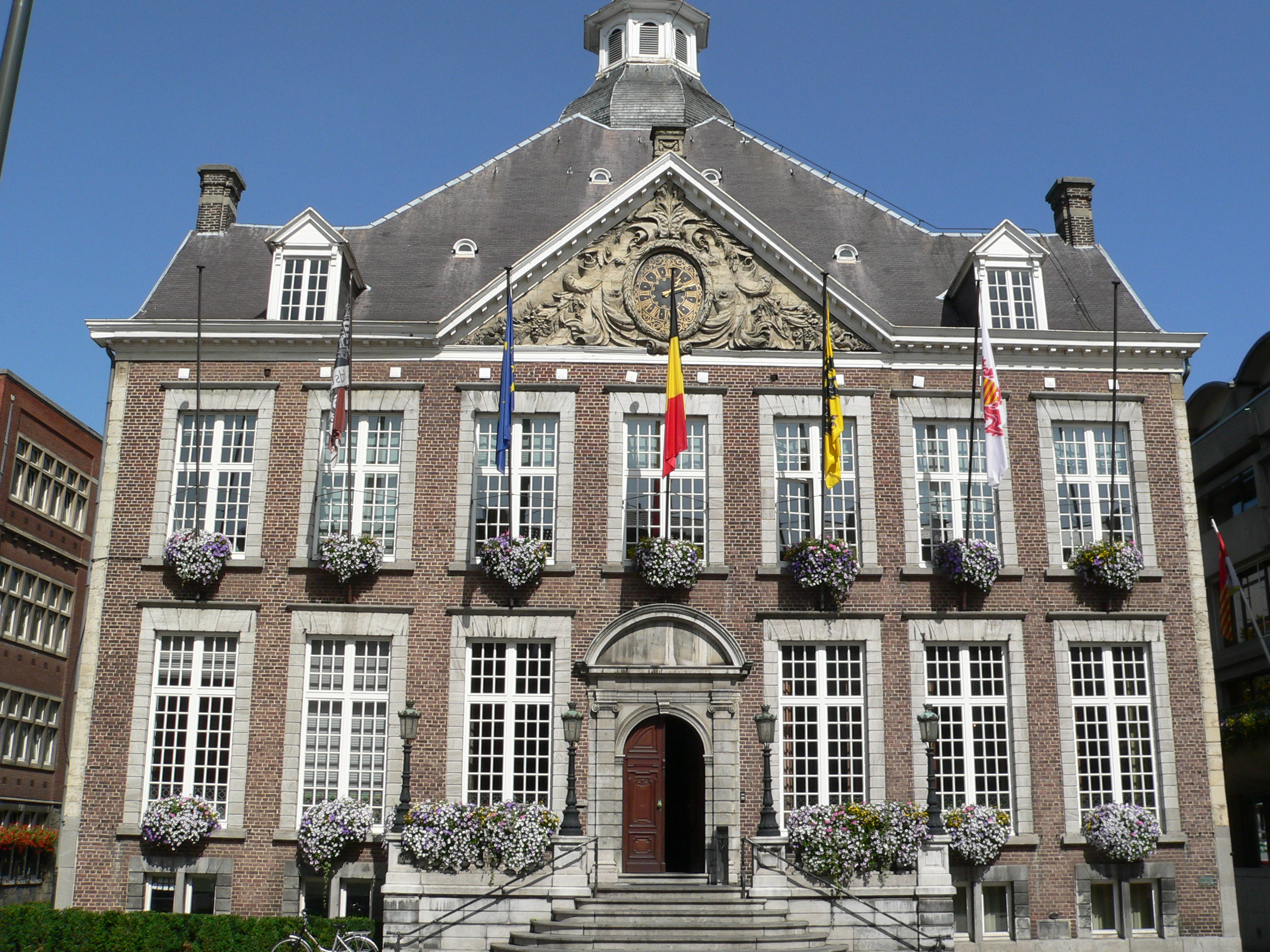
하셀트 시청

하셀트(네덜란드어: Hasselt 하설트[*])는 벨기에 림뷔르흐주의 주도로, 면적은 102.24km2, 인구는 78,619명(2020년 1월 1일 기준), 인구 밀도는 769명/km2이다.

## 자매 도시
- 독일 데트몰트
- 일본 이타미시